# Baszta Prochowa w Warszawie

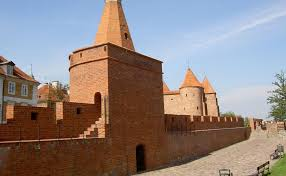
Baszta Prochowa (2022)

Baszta Prochowa w Warszawie – średniowieczna baszta, wzniesiona w XIV wieku, stanowiąca część miejskich murów obronnych Warszawy. Została zbudowana z cegły, a jej głównym zadaniem było przechowywanie prochu oraz pełnienie funkcji strażnicy i punktu obronnego. Stanowiła ważny element systemu obrony miasta przed zagrożeniami zewnętrznymi. Z czasem, szczególnie po wojnach napoleońskich i utracie pierwotnego znaczenia militarnego, zmieniała swoje funkcje, a w XIX wieku była już wykorzystywana do innych celów. Po II wojnie światowej, w czasie której wiele zabytków Warszawy zostało zniszczonych, Baszta Prochowa została odbudowana. Dziś stanowi ważną atrakcję turystyczną w warszawskiej Starówce, przypominając o bogatej historii obwarowań miejskich.